# Saturnia pavoniella
Saturnia pavoniella, mali noćni paunovac, je noćni leptir iz porodice Saturniidae. Vrstu je opisao Skopoli, 1763. godine. Pokazuje veliku sličnost sa vrstom Saturnia pavonia, pa među naučnicima vlada nesuglasje po pitanju toga da li ove dve vrste zapravo dele areal ili su geografski razgraničene. 

## Rasprostranjenje, stanište i biljka hraniteljka
Vrsta je prisutna od Iberijskog poluostrva, preko Francuske, Italije i čitavog Balkana do južnih delova Austrije. Gusenica je polifag na žbunastim, zeljastim i drvenastim  biljnim vrstama, najčešće iz familije ruža (Rosaceae). U literaturi se najčešće navode trnjina (Prunus spinosa), jagoda (Fragaria vesca), ali i gajene sorte voća. Staništa su različita, ali najčešće šumska ili neobrađene suburbane površine sa obiljem biljaka hraniteljki.

## Životni ciklus[4]
Adulti lete od marta do maja, a gusenice se mogu sresti od aprila do jula. Stadijum u kom vrsta prezimljava je lutka, i to se vrši u prethodno ispletenom zaštitnom kokonu. Jaja se polažu grupno, najčešće uz grančicu hraniteljke. Relativno su krupna, beličasta i  prošarana smeđim poljima. Gusenice prolaze kroz intenzivne promene boje kako po presvlačenju tako i između dva stupnja. Najpre su potpuno crne i gregarne, vidljive su i crne papilozne osnove seta. Segmenti su već tada natečenog izgleda. Potom se lateralno javljaju narandžaste linije, a uskoro se narandžasta boja širi i kroz polja na dorzumu. Po narednom presvlačenju, osonovna boja integumenta biće svetlo zelena, a crna  boja će se zadržati na ventrumu, ekstremititma, glavenoj kapsuli, iznad spirakuluma i kao široka medidorzalna traaka. U ovoj fazi, sve papilozne osnove seta se proširuju i dobijaju žutu boju. Na kraju razvoja, crna polja se skoro sasvim gubi, a papile dobijaju peharast oblik. Sete su proređene i deluju kraće zbog krupnih segmenata. Papile u ovoj fazi mogu biti žute, ružičaste ili narandžaste. Gusenice dostižu do 100mm i izuzetno su lepe i upadljive, što zbog boja, to zbog veličine segmenata koji u obimu daleku premašaju glavenu kapsulu.

## Adulti[6]
Odrasle jedinke pokazuju polni dimorfizam i različito ponašanje. Ženke su krupnije od mužjaka,  sivo smeđe osnovne boje krila. Mužjaci imaju raskošne peraste antene, i narandžasta donja krila. Oba pola imaju po jednu krupnu okastu markaciju na svakom krilu, što je i inspirisalo njihov tradicionalni naziv. Ženke su pretežno noćni letači, a mužjaci lete danju u potrazi za partnerkom, koja te časove provodi skrivajući se među vegetacijom.